# لكهنؤ سوبر جاينتس
لكهنؤ سوبر جاينتس هو فريق كريكت من مدينة لكهنؤ، أتر برديش، الهند. تأسس عام 2021 ويشارك في الدوري الهندي الممتاز.